# Крістофер Тін
Крістофер Чіян Тін (англ. Christopher Tin, 21 травня 1976) — американський композитор художньої музики, саундтреків до фільмів і відеоігор. Його творчість переважно оркестрова та хорова, часто із впливами етнічної музики різних народів світу. Він отримав дві премії «Греммі» за свій класичний кросовер-альбом Calling All Dawns.
Тін, мабуть, найбільш відомий своєю хоровою композицією Baba Yetu з відеогри Civilization IV, яка у 2011 році стала першою музичною композицією з відеоігор, яка отримала премію Греммі. Присудження Тінові Греммі вважалося важливою віхою критичного сприйняття музики з відеоігор як законної форми мистецтва: після неї Академія звукозапису змінила назву своїх категорій візуальних медіа, щоб включити більше саундтреків до відеоігор, перш ніж зрештою створити спеціальну нагороду «Греммі» за «Найкращий саундтрек до відеоігор та інших інтерактивних медіа».

## Молодість і освіта
Крістофер Тін виріс у Пало-Альто, Каліфорнія, у сім'ї іммігрантів з Гонконгу. Навчався на бакалавраті Стенфордського університету (певний час провів в Оксфорді як студент по обміну) за подвійною спеціалізацією з музичної композиції та англійської літератури, з вивченням історії мистецтва. Упродовж цього періоду він доповнював вивчення класики участю у різних студентських групах джазу, музичного театру та етнічної музики. У 1998 році отримав ступінь бакалавра з відзнакою, і продовжив навчання в Стенфорді, отримавши ступінь магістра міждисциплінарних гуманітарних досліджень (з акцентом на кінознавстві) у 1999 році.
У 1999 році він був прийнятий до Королівського коледжу музики в Лондоні на магістерську програму з композиції творів для екрану, а також одночасно отримав стипендію Фулбрайта, першу, яку присуджували для музики до фільмів. Там він навчався композиції у Джозефа Горовіца та оркестрування у Джуліана Андерсона, а також диригування у Ніла Томсона. Він закінчив навчання з відзнакою, а також виграв композиційний приз Джозефа Горовіца як студент із найвищими загальними оцінками за свій курс.
Тін одружений, має дочку.

## Кар'єра

### Початок кар'єри (2000—2005)
Будучи студентом Королівського коледжу музики, Тін виконав своє перше замовлення: композицію «Lacrymosa» для струнного квартету на замовлення посольства США в Лондоні. Першою його професійною роботою стала посада штатним аранжувальником Silva Screen Records; його завдання полягало в записі нот оркестрових композицій до фільмів (Джона Вільямса, Джеймса Горнера, Джона Баррі та інших) на слух, щоб їх можна було перезаписати живим оркестром для альбомного релізу.
У 2000 році він переїхав до Лос-Анджелеса і продовжував працювати із записами для Silva Screen Records, в той же час шукаючи більш постійну роботу. Його перше стажування було у Ганса Циммера. Згодом він знайшов позаштатну роботу з композитором Джоелем Макнілі, який найняв його для створення синтезованих ескізів його музичних творів для серії фільмів Діснея; і Джон Оттман, який доручив йому писати окремі шматочки музики до X2: X-Men United. Він також працював на продюсера звукозапису Майкла Брука і їздив з ним у тур до Індії як клавішник.
У 2003 році він брав участь у Film Music Lab Інституту Санденса, де познайомився з джазовим піаністом Біллі Чайлдсом, який запропонував йому першу композиторську роботу: написання музики до документального фільму NY Times Television. У результаті Тін певний час зі скромним успіхом писав музику для нью-йоркських документалістів (зокрема, номінантки на «Оскар» Дебори Діксон) і рекламних клієнтів (зокрема Puma).

### Baba Yetu (2005)

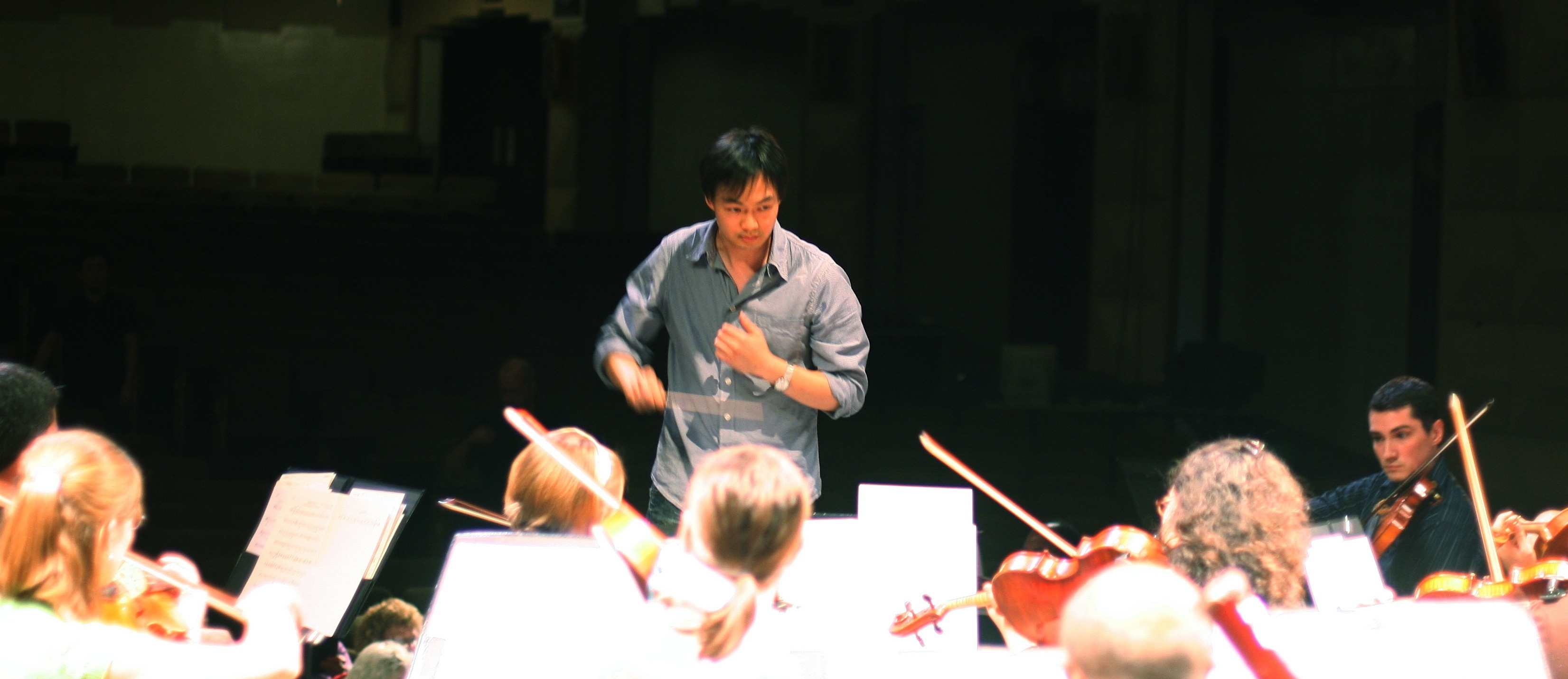
Крістофер Тін репетирує разом з Golden State Pops Orchestra, 2011 рік

Найбільший прорив Тіна стався в 2005 році, коли дизайнер відеоігор Сорен Джонсон, його колишній сусід по кімнаті в Стенфорді, попросив його написати музичну тему для Civilization IV. У відповідь Тін написав Baba Yetu — хорову версію Отче наш на суахілі, записаною його колишньою акапельною групою Stanford Talisman. Пісня викликала масив відгуків критиків, понад 20 рецензентів гри відзрачили тему у журналах IGN, GameSpy та інших. Перше живе виконання пісні відбулося 21 вересня 2006 року в Hollywood Bowl під час концерту Video Games Live за участю Stanford Talisman під диригуванням Джека Волла.
Baba Yetu набула величезної популярності за межами індустрії відеоігор, її виконували на різних майданчиках і заходах по всьому світу, зокрема в Карнегі-Холі, Лінкольн-центрі, Кеннеді-центрі, Дубайському фонтані і на Новорічному концерті 67-ї сесії Генеральної Асамблеї ООН. До значущих ансамблів, які виконували пісню, належать Королівський філармонічний оркестр, Metropole Orkest, Валлійська національна опера, Національний симфонічний оркестр, Оркестр ВМС США та різні YouTube-виконавці, зокрема Пітер Голленс, Алекс Боє та Чоловічий хор Університету Брігама Янга. Це також популярний конкурсний твір: у 2014 році валлійський хор Côr CF1 здобув перемогу в номінації «Хор року BBC Radio 3» зі своїм виконанням, а в 2018 році Angel City Chorale зірвав Golden Buzzer від Олівії Манн за своє виконання пісні у 13 сезоні шоу «Америка має талант».
Це також один із найпопулярніших музичних творів у відеоіграх, він є першим музичним твором, написаним для відеоігор, який був і номінований і виграв премію Греммі (на 53-ій церемонії в категорії «Найкраще інструментальне аранжування вокаліста(ів)»). Крім того, він отримав дві нагороди на GANG (Game Audio Network Guild) Awards у 2006 році, а також дві нагороди на 10-ій щорічній незалежній музичній премії («Найкраща пісня, використана в кіно/теле/мультимедіа» та «Найкраща світова пісня»). Він також заніс Тіна до Книги рекордів Гіннеса як автора першої теми для відеоігор, яка отримала премію Греммі.

### Calling All Dawns (2009—2014)
У 2009 році Тін випустив свій класичний кросовер-альбом Calling All Dawns. Альбом являє собою цикл пісень у трьох безперервних частинах: День, Ніч і Світанок (що відповідає життю, смерті та відродженню). Дванадцять пісень співаються дванадцятьма мовами, включаючи суахілі, польську, французьку, перську та маорі. Тексти пісень узяті з різних джерел, зокрема з Тори, Бхагавад-Ґіти, перської та японської поезії та текстів пісень сучасних письменників. Під час виконання кожної пісні використовуються відповідні вокальні традиції, включаючи африканський госпел, пекінську оперу, середньовічні піснеспіви та ірландський кінінг.
Альбом отримав дві премії Греммі на 53-ій церемонії як «Найкращий класичний кросовер-альбом» та «Найкраще інструментальне аранжування вокаліста(ів)» за пісню Baba Yetu і був номінований у категорії «Сучасний класичний альбом» на 10-тій щорічній Незалежній музичній премії. У записі альбому брали участь Королівський філармонічний оркестр (диригент Лукас Річман), Soweto Gospel Choir, Лія, Аої Тада, Каорі Омура, Джіа Руган, Дулсе Понтеш, Anonymous 4, Фредеріка фон Штаде, Суссан Дейхім, Stanford Talisman і On Ensemble.

### The Drop That Contained the Sea (2014—2016)
Прем'єра другого альбому Тіна під назвою The Drop That Contained the Sea («Крапля, яка містила море») відбулася наживо в Карнегі-холі 13 квітня 2014 року. Твір виконував об'єднаний хор кількох співочих груп зі Сполучених Штатів, Канади та Англії в рамках концерту, організованого компанією Distinguished Concerts International New York. Альбом складається з десяти пісень, кожна з яких виконується іншою мовою, починаючи з протоіндоєвропейської та включаючи болгарську, турецьку, монгольську, коса, давньогрецьку та санскрит. Цикл пісень слідує за циклом води, подібно до того, як Calling All Dawns слідує за циклом дня та ночі.
Альбом був записаний на Abbey Road Studios, музику виконував Королівський філармонічний оркестр під диригуванням Тіна, а запрошеними виконавцями були Soweto Gospel Choir, Le Mystère des Voix Bulgares, Kardeş Türküler, Дулсе Понтеш, Номинжин, Roopa Mahadevan, Anonymous 4, Angel City Chorale та норвезький камерний хор Schola Cantorum. Після випуску альбом посів перше місце у Billboard Classical Charts.

### Sogno di Volare (2016)
Тін повернувся до франшизи Civilization, щоб написати головну тему для Civilization VI, хоровий гімн під назвою Sogno di Volare («Мрія про політ»), текстом якого стала модернізована версія записів Леонардо да Вінчі про політ. Тін пояснив, що сподівається цим твором відобразити «сутність дослідження; як фізичне дослідження пошуку нових земель, так і розумове дослідження розширення меж науки та філософії».

### To Shiver the Sky (2020)
Тін випустив свій третій альбом To Shiver the Sky («Струсити небо») у серпні 2020 року на лейблі Decca Gold. Подібно до його попередніх альбомів, тексти одинадцяти композицій виконуються кількома мовами і засновані на існуючих текстах, продовжуючи тему історії авіації, яка почалася у Sogno di Volare. Фінансування зібрали у 2018 через платформу Kickstarter, що зробило цей альбом найбільш фінансованим проєктом класичної музики на Kickstarter.
Альбом, як і попередній, був записаний на Abbey Road Studios, Тін диригував Королівським філармонічним оркестром, а запрошеними гостями стали Даніель де Ніз, Пене Паті, ModernMedieval Voices, Анна Лепвуд, Дівочий хор Пембрукського коледжу, Хор Королівської опери і The Assembly.
Після відкладення через пандемію Covid-19 прем'єра To Shiver the Sky відбулася наживо 15 травня 2022 року у The Anthem у Вашингтоні, округ Колумбія. У прем'єрі взяли участь Оркестр ВПС США, Товариство хорового мистецтва Вашингтона та ModernMedieval.

### The Lost Birds (2022)
Четвертий альбом Тіна під назвою The Lost Birds («Втрачені птахи») вийшов 30 вересня 2022 року на лейблі Decca Classics, дебютувавши на другій позиції у Billboard Classical Charts. Він був номінований на премію «Греммі» в категорії «Найкращий класичний компендіум» (переможців оголосять в лютому 2023 року). В записі альбому взяли участь популярний британський ансамбль VOCES8 і Королівський філармонічний оркестр. Альбом складається з дванадцяти частин, у десяти з яких використовуються поетичні тексти Емілі Дікінсон, Сари Тісдейл, Едни Сент-Вінсент Міллей, Крістіни Россетті, а дві є суто інструментальними. На відміну від попередніх творів Тіна, всі пісні виконуються англійською. Альбом є музичним меморіалом видам птахів, яких людство знищило, і оспівуванням їхньої краси, а також попередженням про хиткість існування на планеті самого людства. Кошти на альбом зібрали знову на Kickstarter, і попередній рекорд найбільш фінансованого проєкту класичної музики на платформі було побито.
Прем'єра The Lost Birds відбулася онлайн: VOCES8 презентували його у рамках своїх проєкту «LIVE from London» 15 жовтня 2022 року. Хором та оркестром VOCES8 диригував Барнабі Сміт. Жива прем'єра твору запланована на 25 лютого 2023 року в Стенфордському університеті. Це також буде перше виконання скороченої, камерної оркестровки твору.

## Нагороди

### Греммі
| Рік  | Категорія                                                     | Робота            | Результат | Примітка |
| ---- | ------------------------------------------------------------- | ----------------- | --------- | -------- |
| 2023 | Найкращий саундтрек до відеоігор та інших інтерактивних медіа | Old World         |           | [ 55 ]   |
| 2023 | Найкращий класичний компендіум                                | The Lost Birds    |           | [ 55 ]   |
| 2011 | Найкращий класичний кросовер-альбом                           | Calling All Dawns | Перемога  | [ 44 ]   |
| 2011 | Найкраще інструментальне аранжування                          | Calling All Dawns | Перемога  | [ 45 ]   |

### Нагороди індустрії відеоігор
| Рік  | Нагорода                 | Категорія                                     | Робота                          | Результат      | Примітка |
| ---- | ------------------------ | --------------------------------------------- | ------------------------------- | -------------- | -------- |
| 2017 | Game Audio Network Guild | Найкраща оригінальна вокальна пісня — хорал   | Sogno di Volare                 | Номінація      | [ 60 ]   |
| 2017 | Game Audio Network Guild | Музика року                                   | Civilization VI                 | Номінація      | [ 60 ]   |
| 2017 | Movie Music UK Award     | Найкраща музика до відеоігр                   | Civilization VI                 | Перемога       | [ 61 ]   |
| 2017 | NAVGTR Award             | Найкраща пісня, оригінальна або адаптована    | Sogno di Volare                 | Номінація      | [ 62 ]   |
| 2016 | Книга рекордів Гіннеса   | Перша тема для відеоігор, яка отримала Греммі | Baba Yetu                       | Перемога       | [ 8 ]    |
| 2015 | VGMO Award               | Альбом року                                   | The Drop That Contained the Sea | Перемога       | [ 63 ]   |
| 2007 | Game Audio Network Guild | Найкраще аранжування неоригінальної партитури | Pirates of the Caribbean Online | Номінація      | [ 64 ]   |
| 2006 | Game Audio Network Guild | Найкраща оригінальна вокальна пісня — хорал   | Baba Yetu                       | Перемога       | [ 41 ]   |
| 2006 | Game Audio Network Guild | Новачок року                                  | Крістофер Тін                   | Перемога       | [ 41 ]   |
| 2006 | GameSpy                  | Найкраща музика                               | Civilization IV                 | Почесна згадка | [ 65 ]   |

### Нагороди за написання пісень
| Рік  | Нагорода                               | Категорія                                                  | Твір                            | Результат | Примітка |
| ---- | -------------------------------------- | ---------------------------------------------------------- | ------------------------------- | --------- | -------- |
| 2015 | Конкурс авторської пісні Джона Леннона | Світ                                                       | Iza Ngomso                      | Перемога  | [ 66 ]   |
| 2015 | Конкурс авторської пісні Джона Леннона | Премія Леннона — Світ                                      | Iza Ngomso                      | Перемога  | [ 67 ]   |
| 2015 | Міжнародний конкурс авторської пісні   | Категорія етнічної музики                                  | Iza Ngomso                      | 1 місце   | [ 68 ]   |
| 2015 | Незалежна музична премія               | Vox Pop Contemporary Classical Album                       | Iza Ngomso                      | Перемога  | [ 69 ]   |
| 2015 | Незалежна музична премія               | Найкращий альбом сучасної класичної музики                 | The Drop That Contained the Sea | Номінація | [ 46 ]   |
| 2015 | Незалежна музична премія               | Найкраща світова біт-пісня                                 | Waloyo Yamoni                   | Номінація | [ 46 ]   |
| 2014 | Конкурс авторських пісень США          | Найкраща пісня етнічної музики                             | Iza Ngomso                      | Перемога  | [ 65 ]   |
| 2011 | Незалежна музична премія               | Найкраща світова біт-пісня                                 | Baba Yetu                       | Перемога  | [ 46 ]   |
| 2011 | Незалежна музична премія               | Найкраща пісня, використана в кіно/телебачення/мультимедіа | Baba Yetu                       | Перемога  | [ 46 ]   |
| 2011 | Незалежна музична премія               | Найкращий альбом сучасної класичної музики                 | Calling All Dawns               | Номінація | [ 46 ]   |
| 2010 | Міжнародний конкурс авторської пісні   | Найкраща пісня етнічної музики                             | Baba Yetu                       | 1 місце   | [ 68 ]   |
| 2010 | Конкурс авторської пісні Джона Леннона | Найкраща пісня етнічної музики                             | Baba Yetu                       | Фіналіст  | [ 70 ]   |
| 2010 | Конкурс авторських пісень США          | Найкраща пісня етнічної музики                             | Baba Yetu                       | Номінація | [ 71 ]   |

## Концертні твори
Концертні твори Тіна переважно хорові та оркестрові, і часто містять незвичні мови:

### Пісенні цикли
- (2009) Calling All Dawns
- (2014) The Drop That Contained the Sea
- (21/8/2020, світова прем'єра) To Shiver the Sky[74]
- (2022) The Lost Birds[75]

### Хорові твори з оркестром
- (2005) Baba Yetu
- (2009) Kia Hora Te Marino
- (2009) Mado Kara Mieru
- (2013) Temen Oblak
- (2013) Iza Ngomso
- (2016) Sogno di Volare
- (2017) Silver Wing
- (2017) Adain Can

### Вокальне соло з оркестром
- (2013) Passou o Verao

### Оркестр з солістом(ами)
- (2014) Shinobu vs. Ghost Warrior

### Камерні твори
- (1999) Lacrymosa (струнний квартет)

### Фортепіанне соло
- (2009) Nocturne No. 2

### Ігри
- (2012) Karateka[en]
- (2016) Offworld Trading Company[en]
- (2016) Civilization VI
- (2018) Rise of Kingdoms
- (2019) Splitgate[en]
- (2021) Old World[en]